# Crisi dels controladors aeris d'Espanya el 2010
La crisi dels controladors aeris a Espanya va començar la nit del 28 de novembre de 2010 quan es van haver de realitzar tancaments parcials de l'espai aeri gallec per la inassistència a la feina de 10 dels 28 controladors aeris que argumentaven haver complert totes les hores de treball computables en la seva jornada anual. Malgrat que se'ls va advertir que serien expedientats, el 2 de desembre, un dia abans del Consell de Ministres ordinari que havia de ratificar la jornada laboral, van tornar a faltar controladors a l'aeroport de Santiago de Compostel·la, amb els mateixos arguments. Els controladors de tot Espanya van amenaçar de continuar sense acudir al treball en diferents aeroports amb el mateix argument. El ministre de Foment va presentar en el Consell de Ministres del 3 de desembre el decret que efectuava el còmput d'hores i que es va aprovar mitjançant decret llei, mentre entre el 70 i el 90% dels controladors aeris va abandonar els seus llocs de treball des de les 17:00 hores del mateix dia al·legant per a això que, en virtut de la Llei de Navegació Aèria, no es trobaven en condicions psicofísiques per treballar. Davant de la situació, el Govern, mitjançant decret firmat pel Ministre de la Presidència Ramón Jáuregui, i sancionat pel Rei Joan Carles, va ordenar a les 22:45 hores la militarització de l'espai aeri i que efectius de l'Exèrcit de l'aire prenguessin sota el seu comandament els centres de control de trànsit aeri i les torres dels principals aeroports civils. El 4 de desembre, en Consell de Ministres extraordinari es va declarar l'estat d'alarma per un espai de quinze dies, el màxim previst per la Constitució, sent la primera vegada que succeïa això a Espanya des del restabliment de la democràcia. El 15 de desembre i a proposta del Consell de Ministres, el Congrés dels Diputats va prorrogar fins al 15 de gener de 2011 l'estat d'alarma.
L'acció dels controladors aeris es va produir el dia en què el país iniciava un significatiu període de vacances que començava en aquella mateixa tarda del dia 3 de desembre fins al dia 8 de desembre del mateix mes. Segons fonts del Ministeri De Foment al voltant de 300.000 passatgers es trobaven afectats per l'acció dels controladors el dia 3 de desembre, xifra que va abastar a uns 630.000 l'endemà. Els aeroports van començar a paralitzar-se a mitja tarda, havent de tancar el seu espai aeri alguns d'ells, entre els quals alguns tan significatius com ara Barajas, Barcelona i Palma. A mesura que avançava la nit la xarxa d'Eurocontrol va comunicar que, pràcticament, quedava tancat tot l'espai aeri espanyol fins a les 16:00 hores del 4 de desembre.

## Antecedents
El desembre de 2009 es va procedir pel govern espanyol a regular part del conveni dels controladors aeris després de conèixer-se a través de l'empresa pública AENA (Aeroports Espanyols i Navegació Aèria) i el Ministeri de Foment que el salari d'un controlador aeri espanyol rondava de mitjana els 350.000 euros anuals. En 1998 es va firmar el primer conveni entre els controladors i el Govern espanyol, sent ministre de Foment Rafael Arias-Salgado i després Francisco Álvarez Cascos, que va liderar les negociacions entre l'ens públic AENAi la Unió Sindical De Controladors Aeris. El conveni va incrementar en un 32,4%el salari dels controladors. En total, més d'un terç de les hores totals treballades corresponia a hores extraordinàries, i la jornada laboral màxima d'un controlador que treballava a torns era de 1200 hores a l'any, però havia de descansar el 33% del temps en els torns diürns i el 50% en els nocturns. Des de 1999, la gestió i control del trànsit aeri es trobava autorregulada pels mateixos controladors, pel que el govern, en ocasió de la revisió del conveni, va decidir que l'esmentat control tornés a AENA mitjançant un decret llei amb data de 5 de febrer de 2010. També es va aprovar una nova llei per la qual es fixaven noves condicions laborals per als controladors i un salari menor. Segons el conseller delegat de l'Associació Internacional de Transport Aeri (IATA), Giovanni Bisignani, les xifres sobre productivitat dels controladors aeris espanyols era la més baixa dels països europeus i eren els més ben pagats en el mateix entorn.
A partir d'aquell moment, les diferències entre controladors i administració o AENA van ser constants en 2010. Les associacions de controladors van recórrer les noves normes arribant fins i tot a l'Audiència Nacional, si bé cap de les accions judicials no va prosperar. En maig i juliol de 2010 els controladors van ser acusats de dur a terme vagues encobertes coincidint amb períodes de vacances. L'agost, el govern va dictar un Reial Decret que fixa la durada màxima del període d'activitat aeronàutica anual en 1.670 hores ordinàries i 80 d'extraordinàries. El mateix mes, els ministeri de Foment i Defensa van acordar un protocol per "garantir el màxim nivell possible de seguretat, eficàcia i continuïtat en la prestació del servei de trànsit aeri," per la qual cosa Foment es comprometia a capacitar els controladors militars perquè, arribat el cas, poguessin fer-se càrrec del trànsit aeri civil, no tant suplir-los, com identificar els llocs crítics per a poder atendre les necessitats més urgents. Entre setembre i novembre de 2010, les negociacions per a un nou conveni col·lectiu no van fructificar.
A mitjans de novembre els controladors van advertir que els canvis produïts per la nova regulació portarien que en breu els controladors de Santiago de Compostel·la assolissin el màxim d'hores, per la qual cosa no podrien continuar treballant. Dos d'ells fins i tot van formalitzar denúncia contra AENA per incompliment de les condicions laborals. El sindicat va afirmar a més que "això és un degoteig que es convertirà en riuada segons avancin les setmanes i la gent vagi complint el màxim legal d'hores en altres dependències", acusant AENA de falta de planificació i de menyspreu dels avisos del sindicat. En resposta Aena va negar que a Santiago s'estigués assolint el límit d'hores i va afirmar que el problema es devia a l'absentisme dels treballadors i que si fos necessari reorganitzarien els torns de manera que cap controlador no assolís el màxim. Tanmateix, el 28 de novembre de 2010, va haver de tancar-se en diverses ocasions l'espai aeri gallec per la inassistència 10 dels 28 controladors de "Lavacolla" que argumentaven, segons el seu propi còmput, que ja havien realitzat la jornada laboral anual que els corresponia. Malgrat que AENA va assenyalar que portaria davant de la justícia als que no havien acudit a treballar per considerar-ho un acte injustificable i un "boicot", la Unió Sindical de Controladors Aeris va assenyalar que "això anirà a més " i el 2 de desembre, un dia abans del Consell de Ministres ordinari que anava a ratificar la jornada laboral, a l'aeroport de Santiago de Compostel·la van tornar a faltar els controladors amb el mateix argument, mentre AENA considerava que alguns d'ells ni tan sols havien arribat a computar 1200 hores de treball.
Davant de l'amenaça dels controladors de continuar sense acudir, en un degoteig cada cop més gran, a la feina, en diferents aeroports, el ministre de Foment va presentar en el Consell de Ministres del 3 de desembre el decret que aclaria el còmput d'hores i que es va aprovar mitjançant decret llei. Aquest decret llei ratificava l'afirmat al decret del 5 d'agost sobre el límit de l'activitat aeronàutica anual en 1.750 hores (1.670 ordinàries i 80 extraordinàries) de treball efectiu, amb exclusió de les empleades en activitats laborals de caràcter no aeronàutic. L'aclariment que afegia el nou decret era que també s'havien d'excloure del còmput els "permisos sindicals, llicències i absències per incapacitat laboral".

## Situació davant del Consell de Ministres del 3 de desembre de 2010
Coneguda per les associacions de controladors l'entrada efectiva de la nova jornada laboral, en el matí del 3 de desembre, a les 09:24 van convocar una assemblea permanent a tots els centres de treball per pressionar, amb la finalitat que es computés com a jornada efectiva, dins de les 1670 hores anuals, determinades situacions de baixa, però la normativa aprovada finalment pel Consell de Ministres va excloure en el càlcul els permisos sindicals, les guàrdies localitzades, cursos de formació, llicències (maternitat, lactància, exàmens, defunció de familiars, etc.) i absències per incapacitat laboral, així com dues disposicions que permetien al comandament de Defensa fer-se càrrec del control aeroportuari en cas de militarització, obligant els controladors que es neguessin a treballar a passar un examen mèdic immediat en demanar la baixa.

## Desenvolupament del conflicte fins a la declaració de l'estat d'alarma
A les 17:00 hores del 3 de desembre, després de conèixer-se els acords del Consell de Ministres, un nombre significatiu de controladors aeris va començar a no acudir al treball o a retirar-se dels llocs en la torres de control al·legant que, en virtut de la Llei de Navegació Aèria, no es trobaven en condicions de salut per treballar. Aquesta mateixa tard es va fer arribar, per part dels controladors una proposta de conveni al Secretari d'Estat de Transport, Isaías Táboas, que fixava la posició dels controladors, amb una substancial rebaixa d'hores de treball, entre altres qüestions, que va ser rebutjada. La situació va empitjorar a les 22:00 hores quan, en el canvi de torn, malgrat les trucades d'AENA i el govern a la incorporació immediata dels controladors als seus llocs, amb prou feines es van notar canvis llevat d'en l'Aeroport de barcelona on per un breu període es va poder reobrir l'aeroport. La xifra de ciutadans afectats es va elevar a 300.000 en la nit del 3 al 4 de desembre, i el nombre de vols previstos del dia 3, uns cinc mil, havien quedat en 3.300.

### Agreujament del conflicte en la tarda-nit del 3 de desembre
Desencadenat el conflicte en la tarda-nit del dia 3, el President del Govern, José Luis Rodríguez Zapatero va proposar d'estudiar la possibilitat de declarar l'estat d'alarma. El ministeri de Defensa, per la seva part, havia posat en alerta a la Unitat Militar d'Emergències.
El Ministre de Foment, José Blanco, va crear un grup de crisi, al qual es van afegir en la nit els ministres de Defensa, Carme Chacón, i el vicepresident primer del govern i ministre de l'Interior, Alfredo Pérez Rubalcaba quan la situació es va agreujar. A l'esmentat grup de crisi es van unir el secretari d'Estat de Defensa, Constantino Méndez, el Cap de l'Estat Major de l'Aire (JEMA), José Jiménez Ruiz i l'advocat general de l'Estat, Joaquín de Fuentes. En aquells moments el mateix Cap de l'Estat Major de l'Aire, va assenyalar a l'advocacia de l'Estat que no podia ni havia d'assumir el comandament sobre els controladors civils abans de la seva militarització, indicant que una cosa era tenir el comandament genèric i una altra obligar un civil a executar ordres d'un militar. Així ho va assenyalar també el general José Luis Poyato Ariza, assessor jurídic de la Defensa, per la qual cosa l'alternativa era la declaració de l'estat d'alarma en la qual constessin aquests extrems.
Després d'una primera compareixença del vicepresident en la qual reiterava la crida a la incorporació dels controladors als seus llocs de treball, quan el canvi de torn de les 22:00 hores no va mostrar canvis significatius, el President del Govern va firmar un decret a les 22:45 hores segons el qual, efectius de l'Exèrcit de l'aire prendrien sota el seu comandament els centres de control de trànsit aeri i les torres dels principals aeroports civils, mentre es reforçava l'activitat de totes les bases aèries, obertes al trànsit civil per garantir el trànsit i la seguretat aèria, i la Guàrdia Civil acudia a l'Hotel Auditorium de Madrid per identificar els controladors aeris que no havien acudit a treballar i es trobaven allà reunits.
A primera hora de la matinada del dia 4, el Secretari d'Estat de Defensa es va reunir amb els controladors i els va indicar:
| « | Vinc a informar-vos de la vostra situació. Foment ja no pinta res ara. I fins que no s'aclareixi tot això ningú no es tornarà a asseure en una taula de negociació. Si demà al matí no s'arregla tot això, el Consell de Ministres haurà firmat l'estat d'alarma i la militarització no solament de l'espai aeri sinó de tots vosaltres. | » |

A les 02:00 hores del 4 de desembre, en la segona compareixença del vicepresident del govern, Rubalcaba va assenyalar que s'havia programat un Consell de Ministres de caràcter extraordinari per al matí d'aquell mateix dia on s'estudiaria la possibilitat de declarar l'estat d'alarma, tal com preveu la vigent constitució espanyola, la qual cosa efectivament es va fer. La declaració de l'estat d'alarma, entre altres coses, permetria posar a disposició judicial aquells controladors que no acudissin al seu lloc de treball i podrien ser acusats d'un delicte punible amb pena de presó de l'article 409 del Codi Penal.

### Militarització dels aeroports
El grup de crisi va acordar en la nit del 3 de desembre el trasllat d'efectius militars als quatre centres de control claus d'Espanya que es trobaven a Sevilla, a Madrid, a Barcelona i a Canàries per garantir el seu funcionament. El ministeri de Defensa va reforçar el personal dels nou aeroports d'ús mixt militar i civil a Valladolid, Múrcia-San Javier, Salamanca, Badajoz, Lleó, Saragossa, Albacete, Cuatro Vientos i Madrid-Torrejón, on es van desviar vols civils. A més, coronels de l'Exèrcit de l'Aire es van traslladar a les torres de control dels aeroports civils i van assumir el comandament d'aquests, quedant a les seves ordres tots els controladors. Seria el Cap de l'Estat Major de l'Exèrcit de l'Aire, general José Jiménez Ruiz, qui decidiria la prioritat en els vols.
En aquest dispositiu militar es van mobilitzar 190 efectius de l'Exèrcit de l'aire desplegats en els esmentats centres de control aeri, i al dispositiu de coordinació i seguiment situat en l'Estat Major de l'Aire. De la mateixa manera, també es van desplegar efectius de la Unitat Militar d'Emergències que van atendre les persones que es van veure afectats pel tancament de l'espai aeri.

### Impacte del conflicte el dia 4 de desembre abans del Consell de Ministres extraordinari
En el matí del dia 4 de desembre, abans de declarar-se l'estat d'alarma, l'informe d'AENA sobre assistència dels controladors als aeroports assenyalava que al Centre de Control de Barcelona havien acudit 7 de 43; a la torre del Prat 4 de 13; al Centre de Control de Madrid 15 de 67 i a la torre de Barajas 8 de 17; al Centre de Control de Sevilla, 10 de 19; al de Palma 13 de 13 i a València 7 de 8. Alhora, AENA havia mobilitzat els seus serveis mèdics per sotmetre a examen els controladors. El nombre de vols cancel·lats entre el 3 i el 4 de desembre va assolir la xifra de 4.510 i entre 650.000 i 676.000 passatgers afectats a Espanya. Durant aquest dia, al grup de crisi s'hi integren la Comissió Delegada del Govern per a Situacions de Crisi, amb els mateixos membres, més el President del Govern, el Ministre de la Presidència i el director del Centre Nacional d'Intel·ligència, el general Félix Sanz Roldán.

## Declaració d'estat d'alarma
El Consell de Ministres extraordinari del 4 de desembre va acordar declarar l'estat d'alarma previst a la Constitució que va entrar en vigor a les 13:00 hores després de la seva publicació de forma urgent al Butlletí Oficial de l'Estat, Reial Decret 1673/2010, de 4 de desembre, pel qual es declara l'estat d'alarma per a la normalització del servei públic essencial del transport aeri, el que permetria mobilitzar obligatòriament els controladors aeris sota l'autoritat militar, per la qual cosa no acudir a treballar o fer-ho i no realitzar la seva tasca pot considerar-se un delicte penat en el codi penal militar.
L'exposició de motius del Reial Decret de declaració de l'estat d'alarma justificava la decisió sobre la base de l'article 19 de la Constitució espanyola que garanteix la lliure circulació de tots els espanyols, que s'havia vist seriosament danyada pel tancament de l'espai aeri a conseqüència de "l'abandonament de les seves obligacions per part dels controladors civils de trànsit aeri", impedint l'exercici del dret de lliure circulació, fonament de dret que, en la situació que es produïa, constituïa una "calamitat pública d'enorme magnitud pel molt elevat nombre de ciutadans afectats, l'entitat dels drets conculcats i la gravetat dels perjudicis causats". El Reial Decret delegava l'autoritat governativa en els següents termes:
| « | L'autoritat sobre les operacions de control aeri queden al comandament del Cap de l'Estat Major de l'Exèrcit de l'Aire i les autoritats que designi [romanent] tots els controladors de trànsit aeri al servei d'AENA […] amb la consideració de personal militar als efectes del previst a l'article 10.Uno [de la Llei Orgànica 4/1981 en relació amb l'article 44 de la Llei 48/1960, de 21 de juliol, sobre Navegació Aèria] i en conseqüència, queden sotmesos a les ordres directes de les autoritats designades al present reial decret, i a les lleis penals i disciplinàries militars. | » |

Després de la publicació al Butlletí Oficial de l'Estat, els controladors van començar a rebre als seus domicilis un burofax oficial i un correu electrònic del ministeri de Foment en el qual s'assenyalava:
| « | La declaració de l'estat d'alarma implica que durant la seva vigència tots els controladors aeris d'AENA queden mobilitzats, passen a tenir la consideració de personal militar i per tant, sotmesos a les ordres directes del cap de l'Estat Major de l'Exèrcit de l'Aire. [En conseqüència] queden sotmesos al règim penal i disciplinari propi de les Forces Armades. Això determina que les actuacions que duguin a terme els controladors seran enquadrades en els tipus delictius del Codi Penal Militar com a desobediència, resistència a l'autoritat militar, sedició, etcètera... imposant-se les penes previstes en l'esmentat Codi Penal als qui resultin sancionats d'acord amb aquesta. | » |

### Pròrroga de l'estat d'alarma
El 14 de desembre, un Consell de Ministres extraordinari celebrat al Palau del Congrés dels Diputats va acordar prorrogar l'estat d'alarma fins al 15 de gener de 2011, decisió que va ratificar el Congrés l'endemà per 180 vots a favor, cinc en contra i 131 abstencions (vots a favor dels grup socialista, de Convergència i Unió, del Partit Nacionalista Basc i de Coalició Canària; vots en contra d'Izquierda Unida, Esquerra Republicana de Catalunya i Bloc Nacionalista Gallec i abstencions del Partit Popular.
La proposta va partir del Ministeri de Foment, segons el qual:
| « | Els promotors del sabotatge ¨[del 3 i 4 de desembre] no han reeixit a veure les conseqüències dels danys" i "la gran majoria dels controladors aeris vol treballar i complir amb seu deure, però moltes vegades se senten coaccionats i obligats per un grup que els dirigeix i coordina. | » |

Les principals reticències a l'esmentada pròrroga dins del Govern van procedir dels departaments que dirigeixen els ministres de Defensa, Carme Chacón, i de Justícia, Francisco Caamaño. El vicepresident primer del govern, Alfredo Pérez Rubalcaba, després del Consell de Ministres, va justificar la decisió en aquests termes:
| « | Entenem que la pròrroga és necessària. És l'obligació del Govern garantir que el nostre sistema d'aeroports, el control de trànsit aeri torna absolutament a la normalitat. | » |

## Posició dels controladors
La Unió Sindical de Controladors Aeris (USCA) va manifestar que els controladors havien sofert "una provocació en forma de decret llei, (que no considera hores treballades les guàrdies localitzades, les llicències i les absències per incapacitat laboral) en la vigília d'un dels ponts més importants de l'any" i que havia resultat molt difícil fer-los tornar al treball". Els controladors sostenien que la plantilla, a la que se li havien augmentat les hores (en convertir les extraordinàries voluntàries en hores ordinàries obligatòries) i rebaixat el sou (d'uns 350.000 euros, segons AENA, a 200.000 bruts, 140.000 segons USCA) no podia garantir el treball.
Els controladors mantenien, bàsicament, en la seva proposta, que la jornada laboral a partir de l'1 de gener de 2013 no fos superior a 1420 hores anuals (davant les 1670 determinades pel govern), d'aquesta manera la jornada laboral dels controladors espanyols s'equipararia a la dels principals proveïdors europeus de navegació aèria. En el tema salarial la proposta incloïa un complement personal d'adaptació a la superior jornada que garantiria la massa salarial pactada amb AENA i que es distribuiria en un 2% en 2010 del valor de la resta de conceptes del salari ordinari fix, del 4% en 2011, del 6% en 2012, del 8% el 2013 i del 10% en 2014, que AENA no tingués en les seves mans l'organització del treball i el sobreseïment de tots els expedients oberts des de febrer de 2010. La proposta, van assegurar els controladors, s'ajustava a allò que s'havia pactat amb AENA el 13 d'agost, on s'establia una massa salarial que permetria un sou mitjà de 200.000 euros anuals bruts.
En tot cas, els controladors van mantenir, en les seves declaracions, que la principal reivindicació no era salarial, sinó de condicions laborals, que consideraven que havien estat retallades pels diversos decrets que el govern va aprovar des de febrer de 2010. D'una banda s'havien augmentat les hores de treball i per un altre asseguraven que AENA havia endegat accions, emparades pel decret, com ara denegar permisos per lactància, anul·lar només amb dies d'antelació vacances concedides mesos abans, eliminar reduccions de jornades, etc. Van advertir també que AENA havia pres decisions, en contra de les recomanacions dels controladors, que havien compromès l'operativitat i la seguretat.
| « | Només demanem unes condicions laborals estables, un conveni com qualsevol treballador, que es respecti, i que estigui d'acord amb el que tenen els controladors europeus i que s'ajusti a la llei i les necessitats econòmiques d'AENA, que no discutim. | » |

El sindicat USCA va afirmar que la insubordinació havia estat una reacció desmesurada i que des del principi s'havien fet crides als afiliats perquè tornessin als seus centres de treball, a més d'haver demanat públicament disculpes als usuaris afectats. Tanmateix va afirmar també que la responsabilitat dels fets s'havia d'atribuir en igual mesura al govern, que havia acorralat els controladors des de febrer amb l'aprovació, sempre en dates clau prèvies a períodes de vacances, de successius decrets que retallaven els drets laborals dels treballadors. També va considerar corresponsable a AENA, perquè "ha empès i picat" al col·lectiu des d'una gestió "irresponsable". Va declarar també que "el Govern porta des del 5 de febrer buscant una reacció així del col·lectiu. Han aconseguit que no es parli de la retirada de l'ajuda dels 426 euros ni de la privatització de Barajas i El Prat. Han estat molt hàbils". Igualment, va assenyalar que portaven anys reclamant d'AENA la formació i contractació de més controladors, donat que el creixement del trànsit aeri des de 2000 havia estat gran i la plantilla no havia crescut de manera proporcional a l'augment d'aquest trànsit.
A títol individual diversos controladors van declarar que treballaven en condicions d'"esclavitud" i que les absències tenien com a causa que "la gent estava tan feta pols i tan desmoralitzada que es va acollir a l'article 34.4 de la Llei de Seguretat Aèria perquè no podia atendre el trànsit [aeri].
| « | Només intentem lluitar pels nostres drets. AENA no vol negociar la nostra situació i el Govern porta mesos actuant a cop de decrets. Després de la privatització parcial dels aeroports i després del decret de divendres, no ens quedava cap altra opció. Per això ens hem plantat. Nosaltres també som víctimes. Ara ens assenyalen com els dolents de la pel·lícula i estem a l'ull de l'huracà però no ens quedava cap altra sortida. Les culpes, al Govern. | » |

## Posició de l'Associació Internacional de Transport Aeri (Iata)
El conseller delegat i director general de l'Associació Internacional de Transport Aeri (IATA), Giovanni Bisignani, va assenyalar que la productivitat dels controladors aeris espanyols era la més baixa dels països europeus i eren, a més, els controladors més ben pagats en el mateix entorn.
| « | Els controladors aeris espanyols viuen bé amb una productivitat que és un terç de la dels britànics, i amb un sou que suposa el 150% de la mitjana europea. Respecto plenament les accions del ministre [de Foment] Blanco de conduir els costos del control del trànsit aeri en línia amb les realitats globals. | » |

## Restabliment dels vols i obertura de l'espai aeri
A partir de les 14:00 hores del 4 de desembre AENA va informar que els controladors començaven a tornar als seus llocs de treball en els diferent aeroports. Així van començar a operar primer els de les Canàries i Balears, obrint-se el seu espai aeri a les 14:45 hores; Madrid va començar a operar a partir de les 13:15 hores, arribant a una capacitat de 30 vols/hora, el 30% de l'habitual, i així successivament a Barcelona, Pamplona i la majoria dels aeroports.
El govern va reobrir definitivament l'espai aeri poc abans de les 16:00 hores del 4 de desembre. En aquell moment, estaven operatius al 100% els aeroports de Madrid, Barcelona, Màlaga, Melilla, Gran Canària, Pamplona, Bilbao, Astúries i Granada, si bé els retards acumulats dificultaven les operacions. Dels 296 controladors que havien d'estar treballant en el torn de tard a Espanya, després de la declaració de l'estat d'alarma només van faltar 16. En total el dia 4 es va aconseguir operar amb 412 vols dels 4.300 que estaven previstos, una mica menys del 10 per 100.
El 5 de desembre a les 08:00 hores la totalitat dels aeroports operaven amb normalitat amb la majoria dels controladors en els seus llocs de treball i sota la supervisió de personal militar. Les companyies aèries operaven amb total capacitat mentre tractaven de recol·locar els viatgers que en els dos dies anteriors havien hagut de romandre en espera.
Al matí del 6 de desembre solament 10 controladors havien faltat a la feina i tots ells per causes justificades, i des de la tarda del dia 4 al matí del dia 6, uns 335.000 passatgers havien pogut dirigir-se a les seves destinacions. En finalitzar la jornada, de 4.053 vols programats a Espanya només s'havien produït 80 cancel·lacions, la qual cosa per a AENA era una situació de normalitat. No obstant això quedaven algunes operacions pendents per acabar de recuperar els més de 4.600 vols cancel·lats.
El 9 de desembre, AENA va considerar completament restablerts els serveis, ja que des del dia 5 de desembre s'havien realitzat les operacions habituals (3943 el 5 de desembre, 3961 el 6 de desembre i 3740 el 7 de desembre), davant les 548 operacions del 4 de desembre.

## Accions contra els controladors

### Accions administratives i/o d'empresa
AENA va emprendre accions contra els controladors que es van negar a treballar, basades en el seu propi coneixement o en les denúncies de particulars. Amb data de 5 de desembre, havia obert 442 expedients sancionadors, que suposaven una cinquena part del total de controladors (uns 2.200).

### Accions judicials de la Fiscalia
Paral·lelament, les fiscalies de diferents punts d'Espanya van iniciar diligències per esbrinar qui no havia acudit al seu lloc de treball i les raons argumentades, per si poguessin constituir una acció delictiva. A la Fiscalia General de l'Estat, amd data de 6 de desembre, no li constava que hi hagués controladors que desobeïssin l'estat d'alarma, per la qual cosa tenia previst actuar per la via penal militar. El Fiscal General de l'Estat, Cándido Conde-Pumpido, va assenyalar el 9 de desembre que el Ministeri Fiscal tenia 20 processos oberts a tot Espanya amb 175 controladors que s'investigaven i que demanaria penes de fins a vuit anys de presó per un presumpte delicte de sedició, ja que la situació era similar al presumpte abandonament d'un hospital per part de tots els metges, qualificat com a delicte de sedició. En qualsevol cas, la Fiscalia investigava també la possible falsificació de certificats mèdics. Conde Pumpido va assenyalar sobre la gravetat dels fets:
| « | L'abandonament col·lectiu d'un aeroport, amb la paralització del trànsit aeri és un delicte molt greu penat en la llei de navegació aèria amb una sanció de presó d'entre tres i vuit anys. No estem parlant d'un problema laboral perquè no s'han utilitzat en cap moment les vies legals sinó d'un abandonament premeditat concertat i col·lectiu dels aeroports amb un greu dany per a ciutadans i Espanya. Per aquest motiu, les diverses fiscalies han incoat diligències d'investigació. | » |

Els fiscals havien analitzat a més altres possibilitats que oferia la legislació. Si els controladors havien deixat d'acudir al seu lloc de treball abans de la declaració de l'estat d'alarma, la imputació podia ser també per un delicte de sedició aèria, recollit en la Llei Processal Penal de Navegació Aèria de 1964, i de conformitat amb l'article 20 de la Llei de Navegació Aèria, i castigat amb penes de fins a sis anys de presó o, en cas de no poder-se demostrar aquest, podrien ser imputats per un delicte de desobediència greu, al qual li correspondria una pena d'entre sis mesos i un any; en el cas que la inassistència es produís després de declarar-se l'estat d'alarma, el delicte a investigar seria el de desobediència, del Codi Penal militar, penat també amb fins a sis anys de presó i molt per sobre del de desobediència greu. El president del Govern també va assenyalar, quant als possibles processaments, que no era el mateix abandonar o no acudir al lloc de treball abans o després de la declaració de l'estat d'alarma, i que la legislació oferia suficients ressorts per castigar els culpables.
A finals de desembre de 2010 la Fiscalia de Madrid va presentar denúncia per la comissió d'un presumpte delicte de sedició aèria contra els controladors "en general" (sense especificar quins) que van faltar o es van absentar del seu lloc de treball a l'aeroport de Barajas i Torrejón de Ardoz els dies 3 i 4 de desembre, sense descartar-se la possibilitat de sol·licitar l'embargament de béns dels implicats per respondre amb ells dels danys causats, tot això a l'empara de l'article 20 de la Llei de Navegació Aèria en relació amb l'article 545 del Codi Penal. Prèviament, la Fiscalia havia citat 26 controladors que havien exercit el seu dret a no declarar, argumentant que se'ls havia d'interrogar en el marc de la jurisdicció militar en estar sota l'estat d'alarma.
Els serveis jurídics del Govern de Canàries van presentar el 5 de desembre davant de la fiscalia de Las Palmas, una denúncia contra els controladors. en considerar que existien indicis suficients per imputar el col·lectiu de controladors aeris per delictes contra l'administració pública, sedició i desobediència. En la denúncia s'assenyalava que l'acció dels controladors havia repercutit de forma "negativa per als ciutadans canaris i per als interessos de les Canàries, ja que s'ha obstaculitzat, de forma absoluta, la normal prestació del servei la qual cosa és imputable a la conducta manifestament il·legal del col·lectiu de controladors".

## Accions contra AENA i els controladors
D'altra banda, uns 5.000 afectats van crear un plataforma pròpia per presentar accions judicials contra els controladors que van secundar la vaga il·legal i exigir una indemnització del patrimoni personal de cada un d'ells i també contra Aena en considerar que "la responsabilitat patrimonial no pot acabar-se als controladors aeris, que són simpols empleats públics." La reclamació ascendia a un import de 50 milions d'euros.

## Reaccions polítiques
El President del Govern, José Luis Rodríguez Zapatero, va assenyalar el 6 de desembre que si les mesures adoptades "han donat els resultats desitjats, que eren restituir la normalitat en una greu crisi del sistema aeroportuari en menys de 24 hores" era perquè havien estat les adequades. El líder del Partit Popular, Mariano Rajoy, va mostrar el suport del seu partit a les mesures adoptades però demanava explicacions al govern per haver arribat a la situació del dia 3 de desembre. Malgrat que el Partit Popular, principal partit de l'oposició, va recolzar les mesures preses pel govern, el diputat popular, Rafael Hernando, va sol·licitar la dimissió del Ministre de Foment, José Blanco, en considerar que va usar els viatgers en el seu "pols" amb els controladors, va ser "incapaç" de negociar amb els controladors i va permetre que el Consell de Ministres aprovés unes mesures el dia 3 de desembre que sabia que encendrien el conflicte amb els controladors. El Vicepresident primer del govern, Alfredo Pérez Rubalcaba, va assenyalar que esdeveniments com aquests no es tornarien a repetir en el futur, i dirigents del Partit Socialista Obrer Espanyol van acusar el Partit Popular d'haver estat en connivència amb els controladors, donades les reunions que van mantenir amb ells en dates pròximes al conflicte. La resta de les forces polítiques van donar suport al govern, amb matisos. Joan Ridao, d'Esquerra Republicana de Catalunya, va dir que era convenient aixecar l'estat d'alarma quan fos innecessari, fins i tot abans de passar els 15 dies, i Gaspar Llamazares, d'Izquierda Unida, va considerar que no hagués estat necessari arribar a l'extrem de prendre les mesures excepcionals.

### Debat al Congrés dels Diputats
El 9 de desembre de 2010, es va celebrar al Congrés dels Diputats, una sessió ordinària L'ordre del dia era la comunicació del Govern a les Corts del Reial Decret 1673/2010, de 4 de desembre, pel qual es declara l'estat d'alarma per a la normalització del servei públic essencial del transport aeri.

#### Actitud del Govern d'Espanya
El president del Govern, José Luis Rodríguez Zapatero, va manifestar que davant la insubordinació dels controladors va caldre aplicar "una mesura d'excepció per acabar amb una situació d'excepció". Va qualificar l'actuació dels controladors d'"oberta rebel·lia amb l'Estat de dret" i va assenyalar que el 3 de desembre el govern va haver de modificar el decret que regulava les condicions laborals dels controladors a causa de la situació d'abandonament que ja es produïa en aquell moment a les Canàries i Santiago de Compostel·la i que, una vegada abandonats els llocs de treball i bloquejat l'espai aeri, els controladors van fer arribar una proposta de conveni i amenaçaven de continuar les seves accions si no es firmava. Va concloure assenyalant:
| « | El que es jutja avui no és un conflicte laboral, sinó una desobediència. Ningú, ni individualment ni de manera col·lectiva, pot prendre com a ostatges de les seves reivindicacions al conjunt dels ciutadans. El Govern no dubtarà a utilitzar, sense ignorar els requeriments de proporcionalitat, tots els instruments de l'Estat de dret per tal de posar fi a situacions com les que hem viscut aquest cap de setmana. | » |

#### Actitud del Grup Parlamentari Popular
El líder de l'oposició i president del Partit Popular, Mariano Rajoy, va recolzar les mesures del govern "per a la defensa de la llei i l'interès general", criticant amb duresa l'acció dels controladors acusant-los d'utilitzar "formes il·legítimes, intolerables i il·legals". Després va acusar al govern de "passivitat i desídia", de no resoldre el problema després de sis anys i va dir del ministre de Fomento, José Blanco, que es dedicava a llançar insídies contra l'oposició per tapar els seus fracassos:
| « | El Ministre de Foment és un inútil total amb una dosi important de barra, perquè sempre troba una excusa per no assumir les seves responsabilitats.[…] Senyories, no seré jo qui faci servir aquests qualificatius amb Blanco ni amb ningú. Aquesta mena d'epítets van ser els que va dedicar el senyor Alfredo Pérez Rubalcaba a un Ministre de Foment per uns endarreriments a l'aeroport de Barajas. | » |

Va concloure dient al govern que ha de garantir "que els perjudicicas seran rescabalats", acusant al gabinet de "no fer res i, quan cal fer-ho, fer-ho de qualsevol manera".

#### Actitud del Grup Parlamentari Català
El portaveu i secretari general de Convergència i Unió, Josep Antoni Duran i Lleida, va demanar al President del Govern que "faci el que hagi de fer" per garantir a la ciutadania la llibertat de moviment. El portaveu de CiU va culpar els controladors però també el Govern, sobre el qual va afirmar que "no ha sabut administrar bé la negociació amb aquest col·lectiu". També va alertar que "el conflicte no està resolt, hi ha motius per pensar que pot empitjorar. Durán i Lleida va manifestar que la solució al conflicte passa per una reestructuració del sistema aeroportuari espanyol:
| « | ... [un] sistema de gestió central de navegació aèria. Així no es pot continuar. Mentre estiguem subjectes a les rigideses de l'aparell estatal i als poders centrals, Espanya seguirà sent un país de segona, per no dir de tercera o quarta, com en aquests dies. | » |

#### Actitud del Grup Parlamentari Basc
El portaveu de Partit Nacionalista Basc, Josu Erkoreka, també va donar el seu suport a la declaració de l'estat d'alarma.
| « | ...Sempre és una cosa mala haver de recórrer a mesures d'excepció per tal de resoldre problemes quotidians, però és evident que en aquesta ocasió va ser un mal menor. | » |

Erkoreka va aprovar que l'estat d'alarma s'hagués aplicat "dins dels límits de la proporcionalitat, sense abusos greus ni excessos de poder," encara que va afirmar que si el Govern decideix ampliar la situació ja no valdrà "retre comptes a posteriori... Si pensa fer-ho, vagi preparant-ho bé". Per al portaveu del PNB, la utilització del Codi Penal Militar "sembla proporcionada i clarament fundada en termes jurídics", malgrat que va compartir "els dubtes dels qui qüestionen" que s'apliqués l'estat d'alarma sense que es presentés una altra de les circumstàncies que preveu l'article de la llei de 1981 que regula els estats d'alarma, excepció i lloc.

#### Actitud d'Izquierda Unida
El portaveu d'Izquierda Unida, Gaspar Llamazares, va condemnar l'actitud dels controladors, perquè "ens sembla un abús de poder" i perquè "debilita a l'hora de defensar els drets laborals i socials, el dret a vaga i el rebuig a la política de fons després del conflicte."
D'altra banda va criticar que la solució passés per un estat d'alarma i per la militarització de les torres de control, afirmant que ambdues accions estaven mancades de cobertura legal per ser realitzades. Va declarar també que aquest conflicte era la conclusió del model de gestió adoptat pel Govern des d'uns anys abans, i que aquesta estratègia de gestió tractava d'eludir els greus errors de gestió d'AENA i provava d'atribuir-los-hi únicament a un cos de treballadors.
Va sol·licitar al Govern que
| « | ..no solucionin vostès la crisi d'AENA com solucionen la crisi econòmica, de nou amb ajustaments, limitació de drets socials, de nou amb privatitzacions i molt menys amb la política del ordeno y mando. Senyories, amb l'ordeno y mando el conflicte està servit... | » |

## Impacte de la crisi sobre les companyies aèries i el turisme
Les companyies aèries que operaven a Espanya van avaluar l'impacte econòmic del conflicte entre 60 i 80 milions d'euros diaris pel tancament de l'espai aeri, sense incloure en aquesta quantia les atencions extraordinàries que van haver de fer els viatgers, la devolució dels bitllets als viatgers que el sol·licitessin i els costos dels vols que podien reprendre's. Per al turisme, les pèrdues es calculaven pels hotelers en uns 250 milions d'euros.
El Govern de les Canàries i agents econòmics de les illes van assenyalar que demandarien els controladors pels danys causats a la imatge turística de les Canàries, als quals Paulino Rivero, president de l'arxipèlag, va considerar "únics responsables" de la crisi. L'alcalde de Madrid, Alberto Ruiz-Gallardón, va xifrar les perdudes de la capital d'Espanya en 140 milions d'euros. Gallardón va qualificar de "vaga salvatge" l'acció dels controladors i va destacar que "la vaga ha fet molt mal a Madrid i ha tocat un dels pilars de l'economia de la ciutat (el turisme), i ho ha fet a través d'una de les seves icones, l'Aeroport de Madrid-Barajas, l'estructura i infraestructura que té major impacte en l'economia de Madrid".
El ministre d'Indústria, Turisme i Comerç, Miguel Sebastián, va assenyalar el 7 de desembre que, malgrat les xifres donades, era massa aviat per avaluar l'impacte econòmic real de la crisi. A més, esperava que no tingués repercussions negatives per al turisme de l'exterior en la mesura que la premsa internacional havia acollit la decisió del govern espanyol com a "clara i contundent". El nombre de turistes estrangers que visitarien Espanya el desembre de 2010 es xifrava en 2,8 milions, la immensa majoria entre el 20 i el 30 de desembre.